# Greta cubana
Espèce
Greta cubana est une espèce de lépidoptères (papillons) de la famille des Nymphalidae. Sous sa forme adulte de papillon, elle a la particularité d'avoir des ailes transparentes.
On trouve cette espèce en Colombie, au Venezuela, aux Antilles et au Brésil[réf. souhaitée].
Présente entre 800 et 2 900 m d'altitude, elle fréquente les lisières de la forêt tropicale, les clairières, les forêts secondaires et la forêt de nuages. Ses imagos butinent le nectar d'une grande variété de fleurs tropicales. 

## Philatélie
Ce papillon figure sur plusieurs timbres-poste :
- une émission de Cuba de 1965 (valeur faciale : 3 c.).
- une émission de Cuba de 1995 (valeur faciale : 75 c.).